# Cewka Maxwella

Linie indukcji pola magnetycznego wokół cewki Maxwella

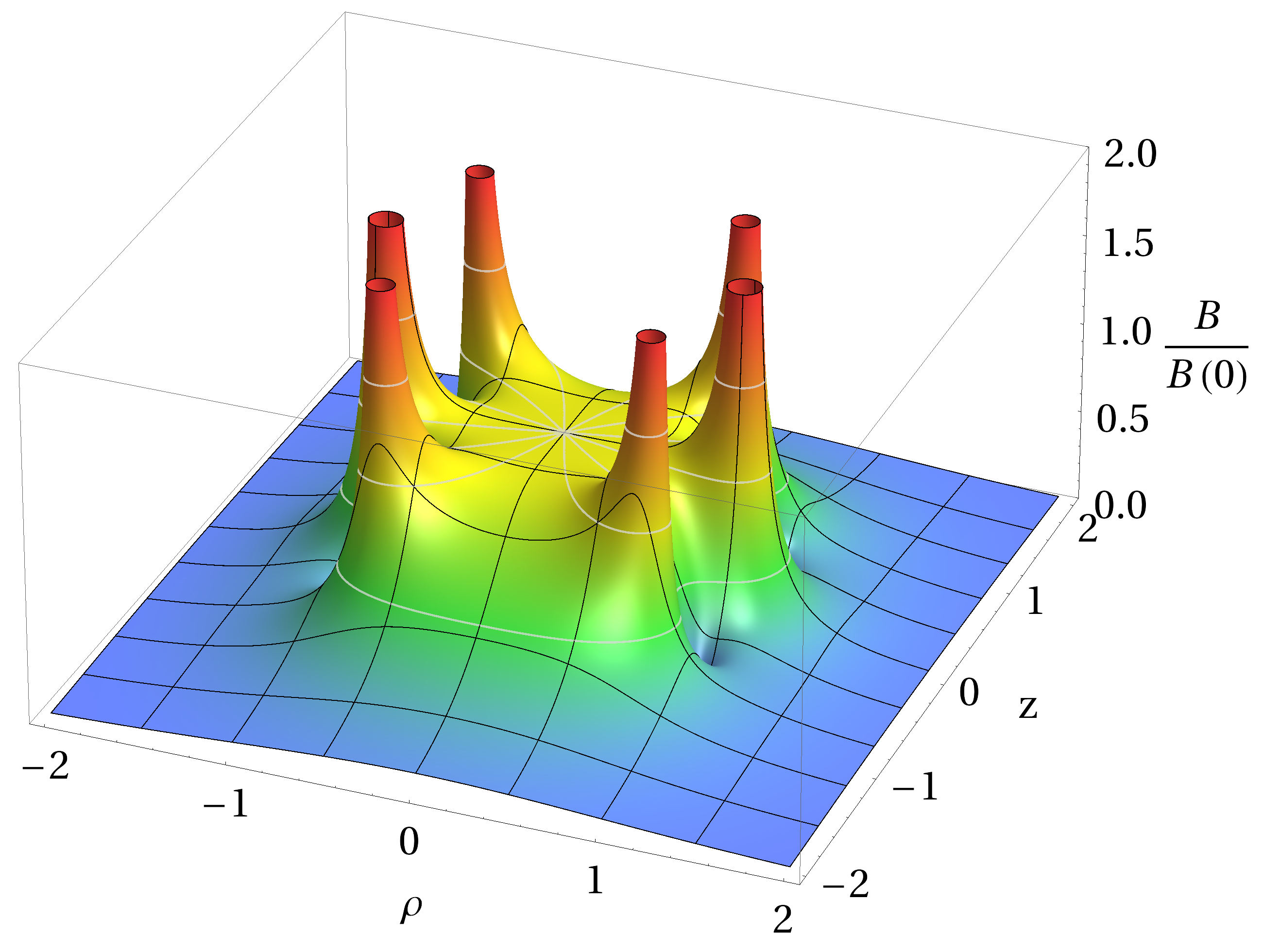
Rozkład pola magnetycznego wokół cewki Maxwella

Cewka Maxwella – cewka przeznaczona do wytwarzania pola magnetycznego stałego (lub o stałym gradiencie) o wysokim natężeniu. Nazwa upamiętnia szkockiego fizyka Jamesa Clerka Maxwella.
Cewka Maxwella stanowi rozwinięcie konstrukcyjne cewki Helmholtza: cewka Maxwella jest zdolna do wytwarzania w czasie swojego działania pola magnetycznego o znacznie większej jednorodności niż cewka Helmholtza. Większą jednorodność otrzymuje się jednak kosztem złożoności konstrukcji oraz konieczności większego zużycia materiałów.

## Opis
Cewka Maxwella wytwarzająca stałe pole zbudowana jest z układu trzech cewek zorientowanych na powierzchni umyślonej sfery.
Zgodnie z oryginalnym projektem Maxwella z 1873 r. każda z cewek zewnętrznych powinna mieć promień przekroju równy {\displaystyle {\sqrt {\tfrac {4}{7}}}R} i odległość od płaszczyzny cewki środkowej o promieniu {\displaystyle R} równą {\displaystyle {\sqrt {\tfrac {3}{7}}}R.} Liczba amperozwojów każdej z mniejszych cewek powinna wynosić dokładnie {\displaystyle {\frac {49}{64}}} liczby amperozwojów cewki środkowej. Taki układ pozwala na usunięcie zmienności pola magnetycznego, aż do jego pochodnej szóstego rzędu w odniesieniu do położenia, w pobliżu środka umyślonej sfery.

## Cewka Maxwella o polu gradientowym
Cewka Maxwella o polu gradientowym charakteryzuje się zasadniczo zbliżoną geometrią do wyżej opisanej cewki trójuzwojeniowej, jednak w porównaniu z nią pozbawiona jest cewki środkowej. Jeżeli prąd w jednej z cewek zmienia swój kierunek, to powstaje pole magnetyczne o stałym gradiencie w pobliżu środka dwóch cewek. Maxwell opisał wykorzystanie układu dwóch cewek do wytwarzania stałego natężenia pola magnetycznego wokół cewki testowej o niewielkim rozmiarze. Cewka Maxwella w tym wykonaniu jest zbliżona do cewki Helmholtza z odległością między cewkami zwiększoną z wartości równej promieniowi cewki {\displaystyle R} do {\displaystyle {\sqrt {3}}R} i cewkami zasilanymi prądami o przeciwsobnym kierunku.